# Ödön Vaszkó
Ödön Vaszkó (1896-1945) fue un pintor húngaro que alcanzó renombre formando parte del grupo de pintores independientes húngaros aglutinados en torno a János Vaszary.

## Datos biográficos
Frecuentó y se formó en varias escuelas de arte independiente. Después, como uno de los fundadores de la Universidad húngara de Bellas Artes, formó parte  de los jóvenes artistas que trabajaron en torno al maestro János Vaszary su connacional.
Su primera exposición está organizada en el Salón Nacional de 1924. Su primera exposición individual se realizó en 1928, en el Ernst Múzeum de Budapest, exponiendo en 1931, en colaboración con Jenő Barcsay. Logró un primer premio otorgado por la Universidad de Bellas Artes de Génova en 1929. Una de sus pinturas, representando a Florencia, fue adquirida por el Whitney Museum of American Arte de Nueva York. Fue miembro fundador de la Asociación de los Nuevos Artistas (UME).

## Galería

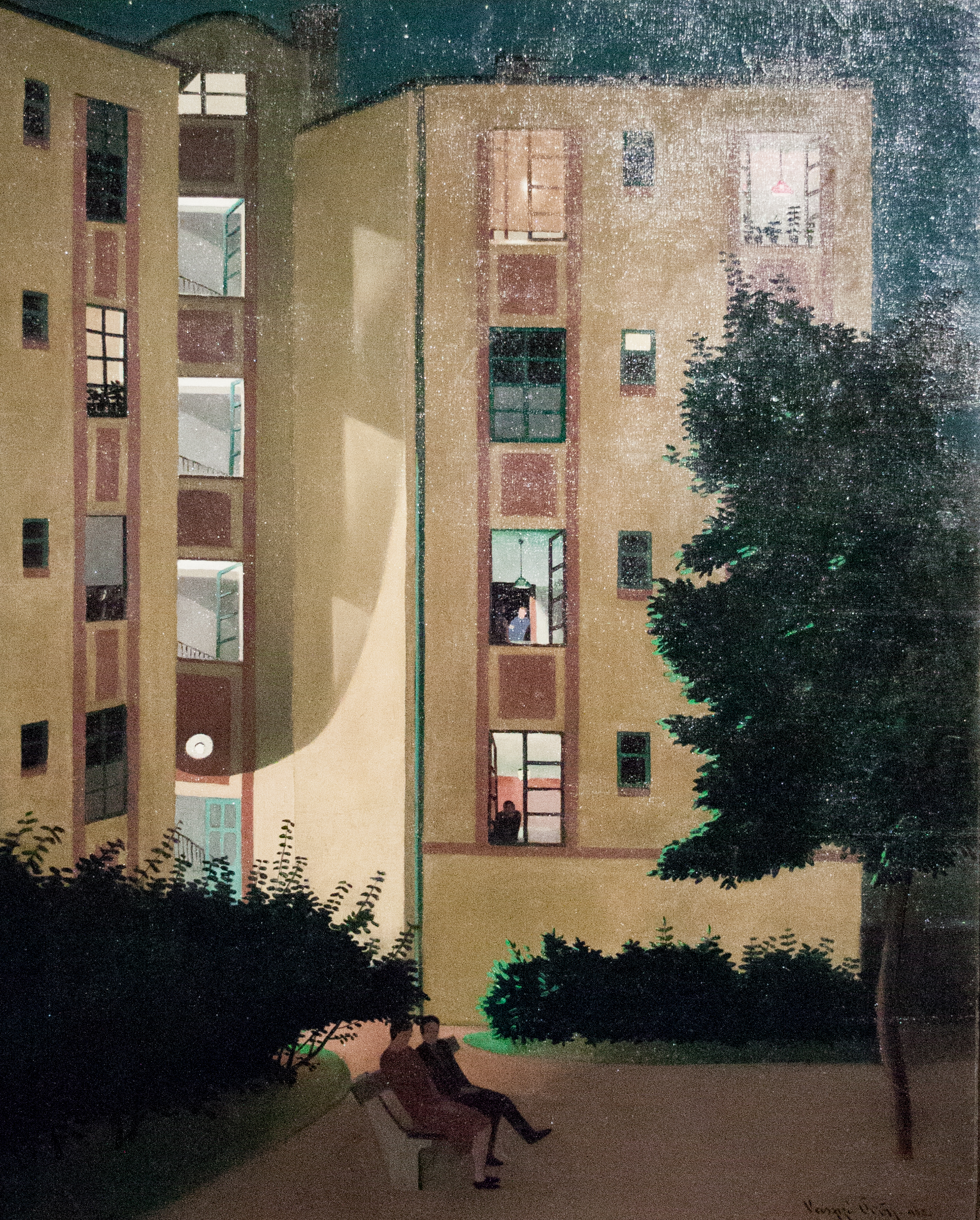
Finca urbana para alquilar
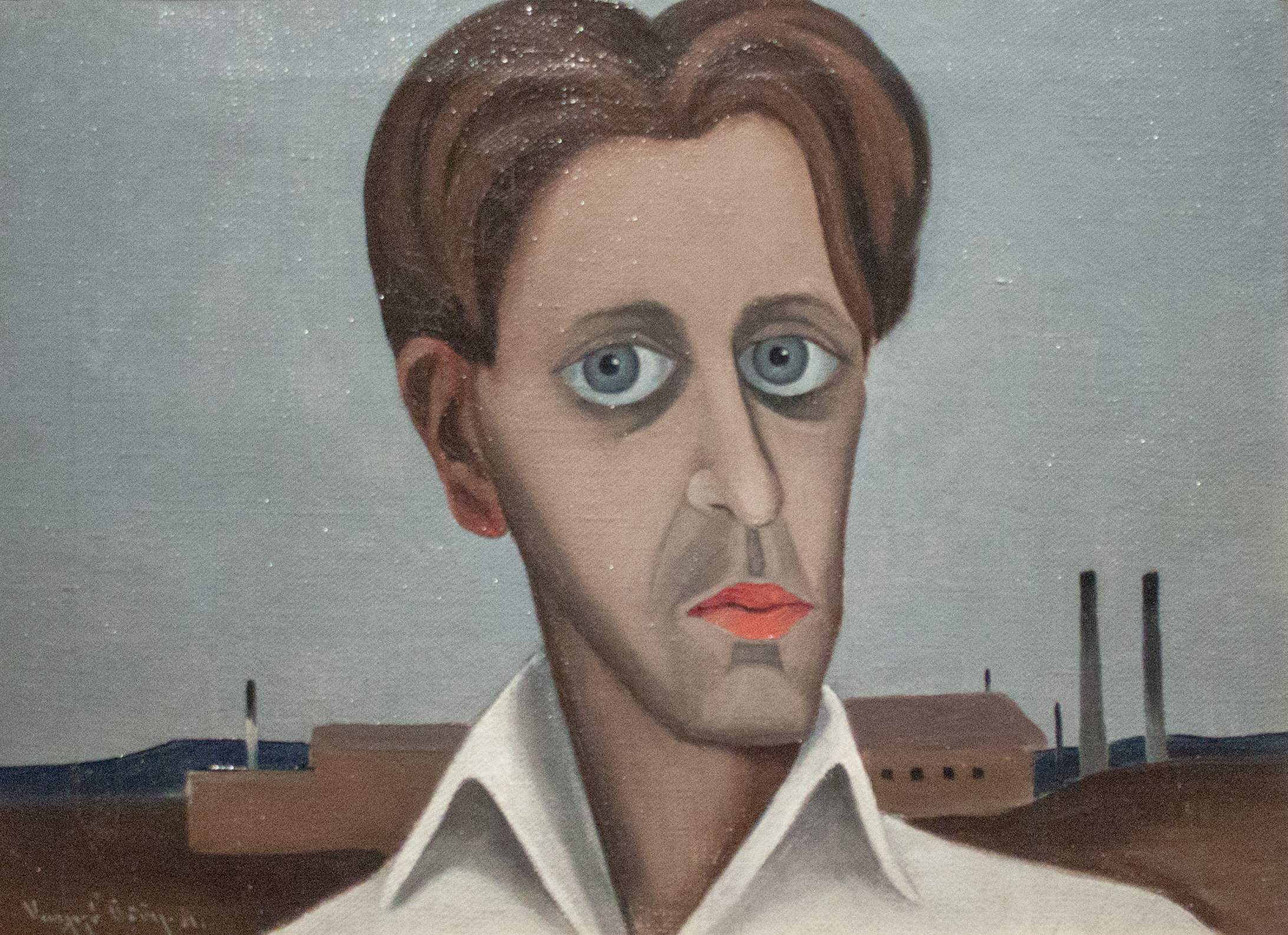
Autoportrait
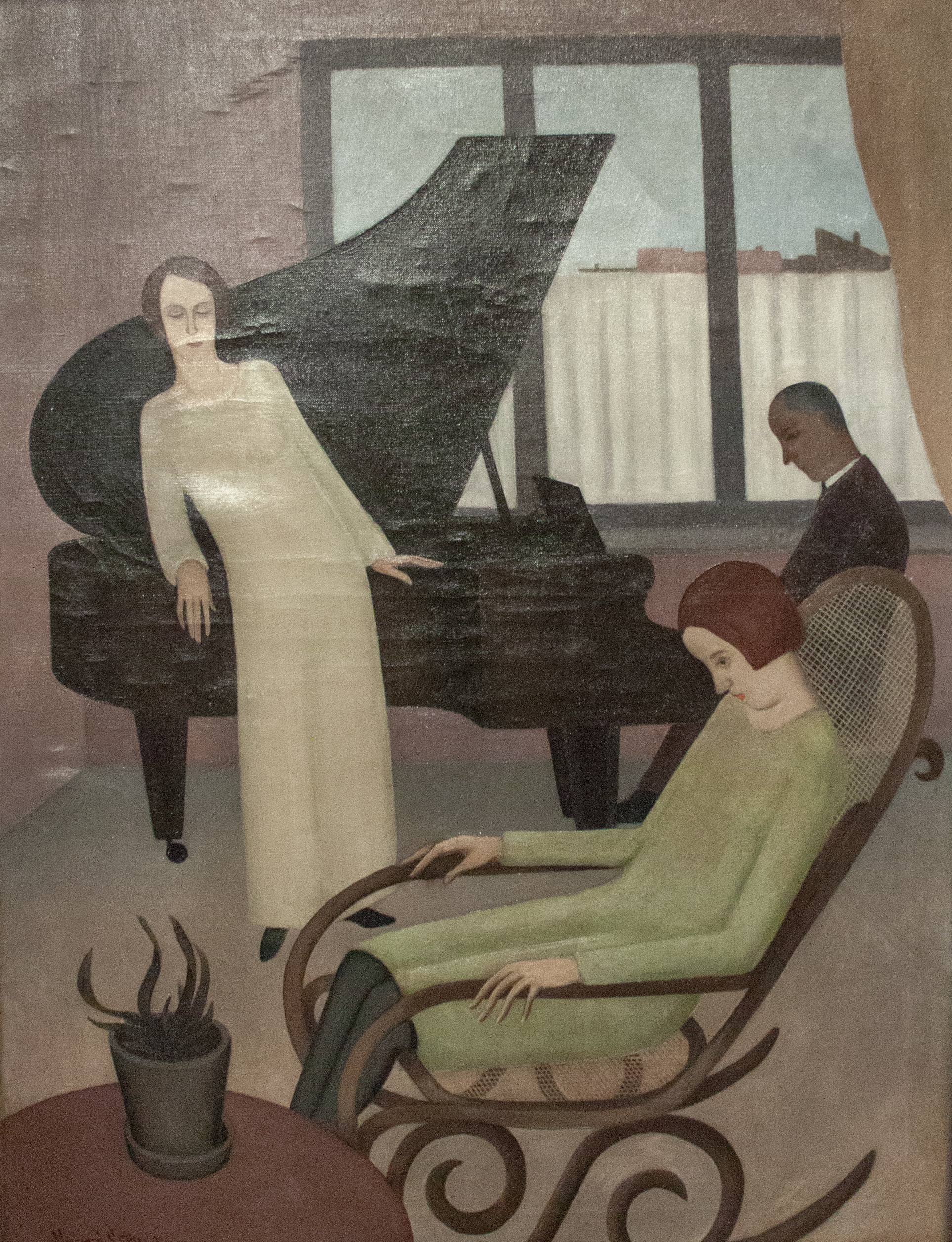
Concierto
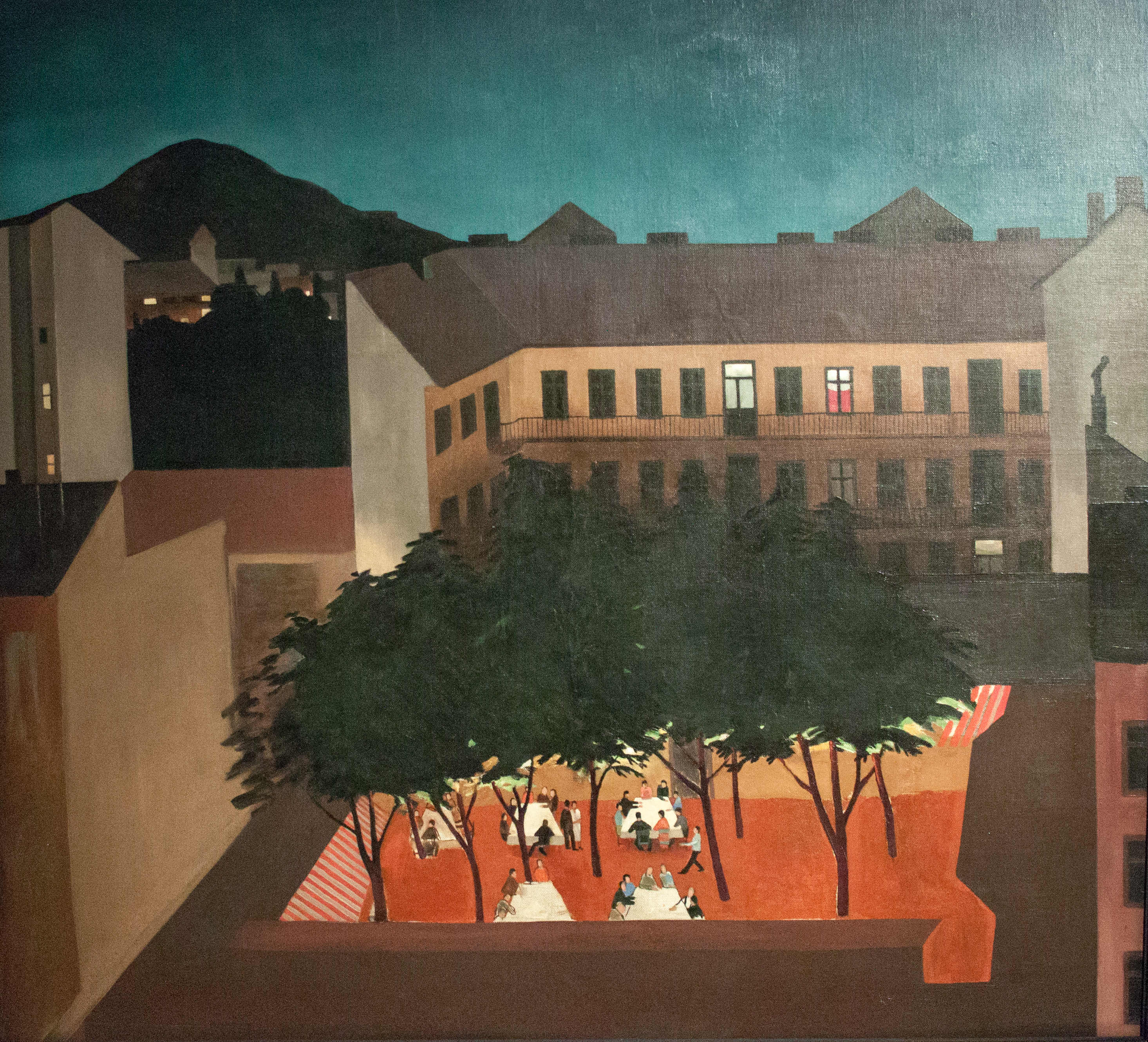
Restaurando con jardín a Buda
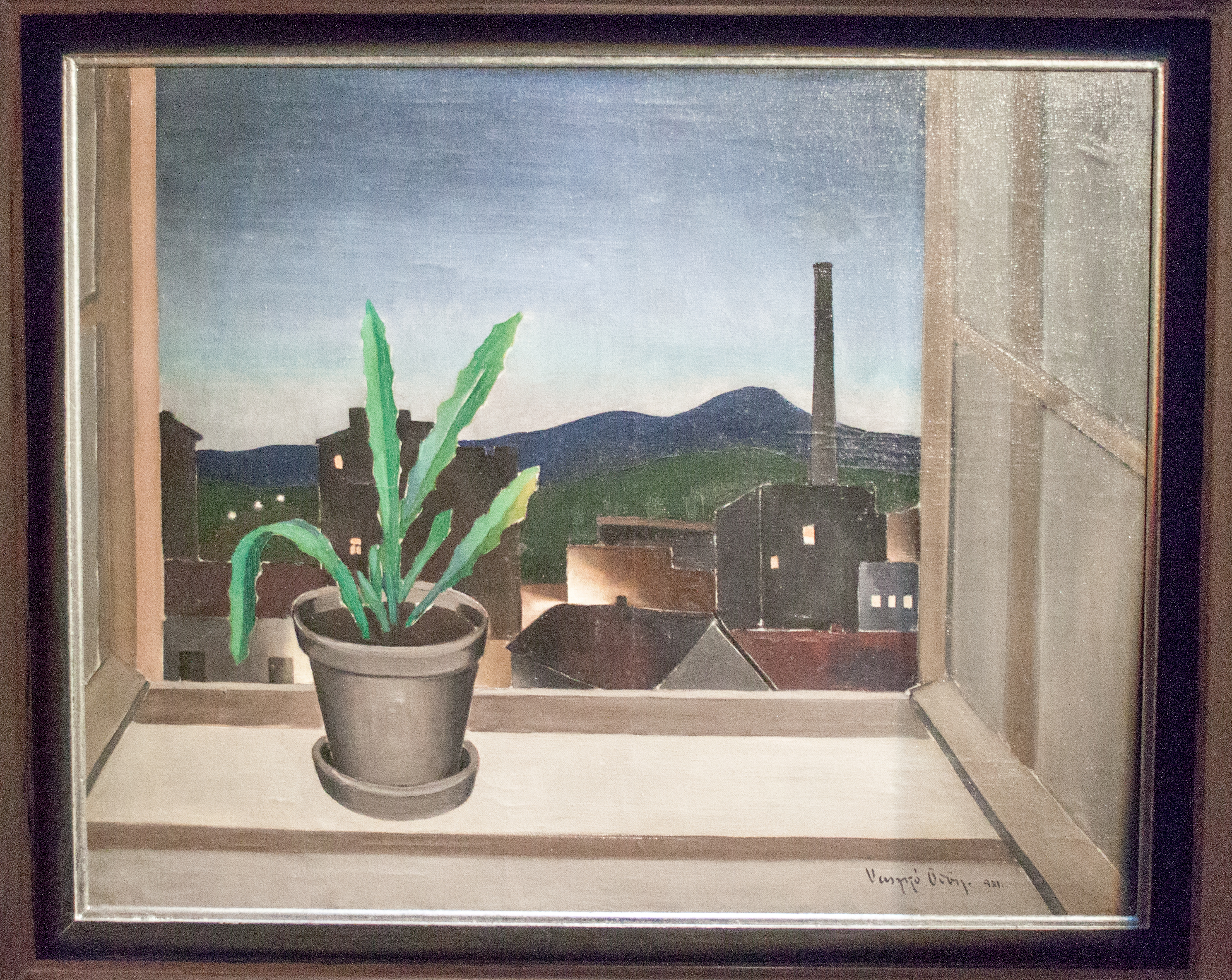
Ventana abierta